# Helen Gladstone
Pour les articles homonymes, voir Gladstone.
Helen Gladstone, née à Londres le 28 août 1849 et morte à Hawarden, au pays de Galles le 19 août 1925, est une pédagogue britannique. Elle est principale adjointe du Newnham College, à Cambridge, de 1882 à 1896.

## Biographie

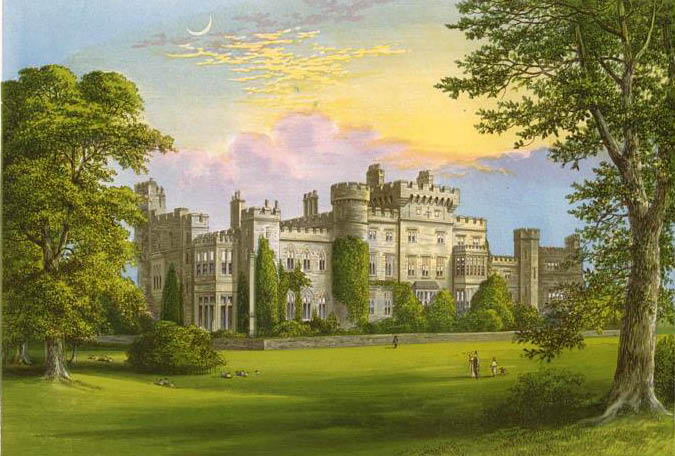
Le château des Gladstone, vers 1880

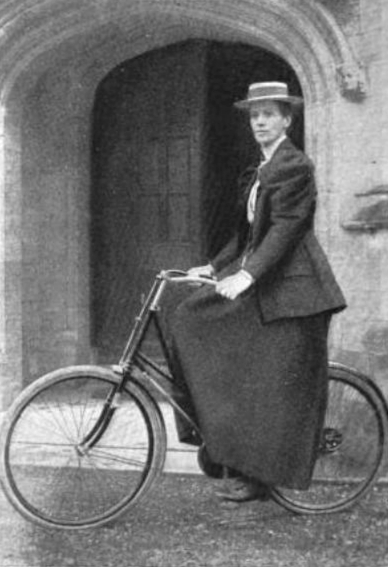
Photo du Sketch, 6 October 1897.

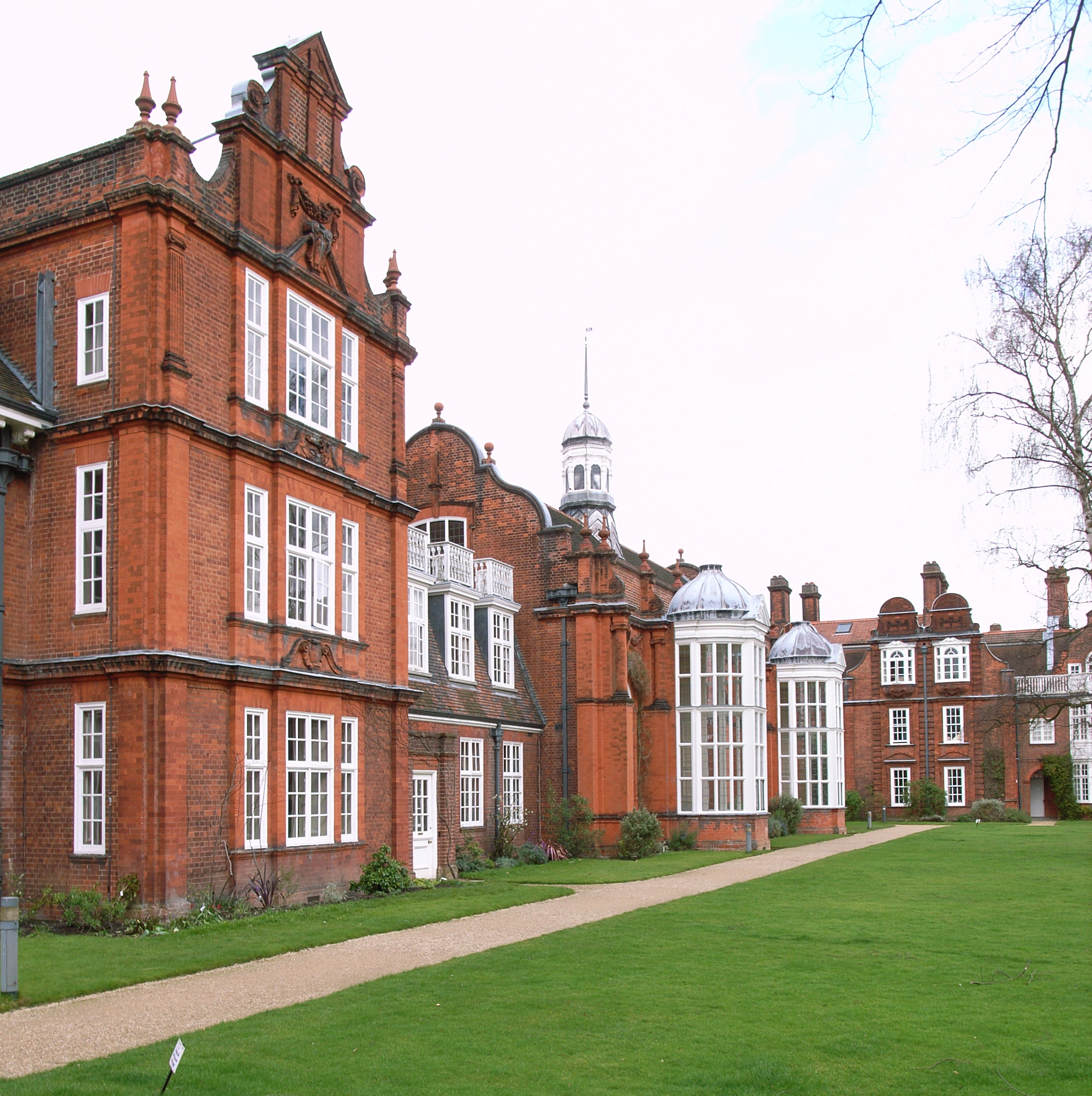
Newnham College

Helen Gladstone naît à Londres. Son père, William Gladstone est quatre fois premier ministre. Elle s'occupe des écoles du village, mais sa vie change lorsque sa sœur Mary, qui a visité Newnham Hall, convainc leur père de laisser Helen tenter l'expérience durant une année. Helen s'inscrit en 1877, tout en étant loin d'être convaincue. Elle a un grand désir de faire des études, après une éducation à domicile prodiguée par une gouvernante, mais craint de ne pas avoir les capacités. À 28 ans, elle est la plus âgée des vingt-cinq étudiantes. Elle se plaît à Newnham, ne présente pas les tripos, mais elle passe l'examen de fin d'études avec une mention bien en économie politique.
À l'issue de sa formation, en 1880, Helen Gladstone devient assistante d'Eleanor Sidgwick, qui est alors principale adjointe, et lui succède comme principale adjointe en 1882, responsable de Sidwgick Hall. Elle est très investie dans la vie du collège et attentive à ses événements, notamment lorsque Philippa Fawcett surclassa en points en 1890 le meilleur étudiant en mathématiques, le « Senior wrangler ». Elle invite ses parents à planter un arbre au collège en janvier 1887. Une foule immense assiste à la cérémonie. Cet arbre est ensuite déraciné, sans doute par un étudiant, et William Gladstone offre à la place un chêne de son domaine. Helen Gladstone obtient également que son père signe la pétition en faveur de l'accès des femmes aux diplômes universitaires, ce qui ne se réalisera qu'une cinquantaine d'années plus tard.
En juillet 1886, elle refuse de prendre la direction du Royal Holloway College récemment fondé, pour rester disponible pour sa famille, peut-être aussi parce qu'elle soupçonne que le collège veut le nom de Gladstone autant que sa personne. C'est pourtant dix ans plus tard seulement, en 1896, qu'elle démissionne de Newnham, pour s'occuper de ses parents, bien que cette décision représente un « arrachement » pour elle. Son père meurt en 1898 et sa mère en 1900.

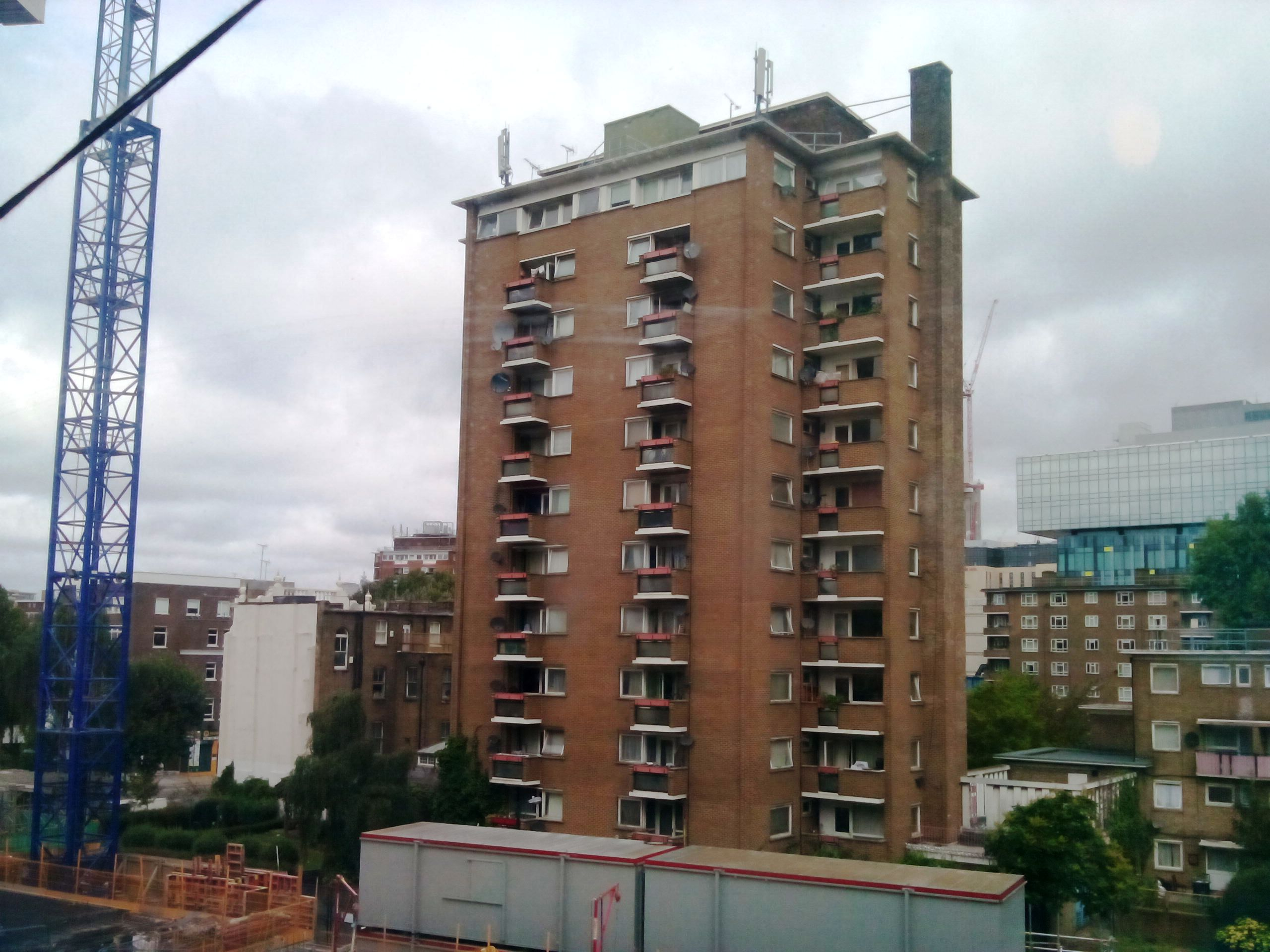
Helen Gladstone House, Southwark

Elle s'engage, avec la réformiste sociale Octavia Hill, dans la fondation d'un settlement, à Nelson Square, dans le quartier londonien de Southwark : cette œuvre sociale consiste à aider, soutenir des familles des bas-fonds de Londres, et organise des actions communautaires comme des clubs pour les enfants. La participation d'étudiantes de milieu favorisé leur fait prendre conscience de la grande pauvreté. Helen Gladstone s'occupe de cette organisation, dont elle prend la direction, durant cinq ans, jusqu'en 1910. Cette initiative est maintenant connue sous le nom de Blackfriars Settlement et, en souvenir de son action, un immeuble de Southwark porte son nom. Elle s'installe ensuite définitivement à « Sundial », Hawarden, au pays de Galles, tout en gardant des liens avec Newnham. Elle meurt le 19 août 1925 et est enterrée à l'église de Hawarden.